# Raymond Detchart
Pas d'image ? Cliquez ici

a Compétitions nationales et continentales officielles uniquement.

b Matchs officiels uniquement.
Raymond Detchart, né le 6 septembre 1919 à Bègles et mort le 9 septembre 1982 à Talence, est un joueur de rugby à XV et de rugby à XIII évoluant au poste de talonneur dans les années 1940.
Raymond Detchart pratique le rugby à XV durant la Seconde Guerre mondiale au sein de l'Entente Bordelaise et du club du CA Béglais et prend part au Championnat de France de rugby à XV. Après la guerre, il rejoint le rugby à XIII et joue pour l'entente Bordeaux-Bayonne puis Bordeaux XIII.
Ses performances remarquées en club l'amènent à prendre part à une rencontre de l'équipe de France le 17 mai 1947 contre l'Angleterre dans le cadre de la Coupe d'Europe 1947 avec pour partenaires Puig-Aubert, Ambroise Ulma et Henri Gibert.

## Palmarès

### Détails en sélection
| Matchs internationaux de Raymond Detchart | Matchs internationaux de Raymond Detchart | Matchs internationaux de Raymond Detchart | Matchs internationaux de Raymond Detchart | Matchs internationaux de Raymond Detchart | Matchs internationaux de Raymond Detchart | Matchs internationaux de Raymond Detchart | Matchs internationaux de Raymond Detchart | Matchs internationaux de Raymond Detchart | Matchs internationaux de Raymond Detchart | Matchs internationaux de Raymond Detchart | Matchs internationaux de Raymond Detchart |
|                                           | Date                                      | Adversaire                                | Résultat                                  | Compétition                               | Poste                                     | Points                                    | Essais                                    | Pen.                                      | Drops                                     |                                           |                                           |
| ----------------------------------------- | ----------------------------------------- | ----------------------------------------- | ----------------------------------------- | ----------------------------------------- | ----------------------------------------- | ----------------------------------------- | ----------------------------------------- | ----------------------------------------- | ----------------------------------------- | ----------------------------------------- | ----------------------------------------- |
| sous les couleurs de la France            |                                           |                                           |                                           |                                           |                                           |                                           |                                           |                                           |                                           |                                           |                                           |
| 1.                                        | 17 mai 1947                               | Angleterre                                | 2-5                                       | Coupe d'Europe                            | Talonneur                                 | -                                         | -                                         | -                                         | -                                         |                                           |                                           |

#### Statistiques
| Saison    | Saison           | Championnat           | Championnat | Championnat | Championnat | Championnat | Championnat | Championnat | Coupe           | Coupe      | Coupe | Coupe | Coupe | Coupe | Coupe |
| Saison    | Saison           | Comp.                 | Class.      | M           | Pts         | Ess.        | Buts        | Dp.         | Comp.           | Class.     | M     | Pts   | Ess.  | Buts  | Dp.   |
| --------- | ---------------- | --------------------- | ----------- | ----------- | ----------- | ----------- | ----------- | ----------- | --------------- | ---------- | ----- | ----- | ----- | ----- | ----- |
| 1946-1947 | Bordeaux-Bayonne | Championnat de France | 1/2 finale  | ?           | -           | -           | -           | -           | Coupe de France | 1/2 finale | ?     | -     | -     | -     | -     |
| 1947-1948 | Bordeaux-Bayonne | Championnat de France | 7e          | ?           | -           | -           | -           | -           | Coupe de France | 1/4 finale | ?     | -     | -     | -     | -     |
| 1948-1949 | Bordeaux         | Championnat de France | ?           | ?           | -           | -           | -           | -           | Coupe de France | ?          | ?     | -     | -     | -     | -     |